# Boris Silajew
Boris Iwanowicz Silajew (kirg. Борис Иванович Силаев; ur. 28 lutego 1946 w Ljaliczi) – kirgiski polityk pochodzenia rosyjskiego, dwukrotnie pełniący obowiązki premiera Kirgistanu w 1998 i 1999 roku.
W latach 1965–1968 służył w szeregach Armii Radzieckiej. W 1972 ukończył Politechnikę we Frunze. Od lutego 1995 do kwietnia 1998 pełnił funkcję burmistrza stołecznego Biszkek. Od 1999 do 2000 sprawował urząd wicepremiera Kirgistanu. Dwukrotnie przez krótki czas pełnił obowiązki premiera: po raz pierwszy od 23 do 25 grudnia 1998, gdy prezydent Askar Akajew rozwiązał rząd, niezadowolony z jego działań w sferze ekonomii, i po raz drugi po śmierci Dżumabeka Ibraimowa od 4 do 12 kwietnia 1999. 15 listopada 2000 roku zrezygnował z posady wicepremiera i przeprowadził się do Moskwy, gdzie rozpoczął pracę w rządzie w departamencie spraw wewnętrznych.